# Of Orcs and Men
Of Orcs and Men è un videogioco di ruolo fantasy sviluppato dalla Cyanide Studio e Spiders per Xbox 360, PlayStation 3 e Microsoft Windows.
Il videogioco segue la guerra fra il popolo degli orchi e dei goblin opposti agli esseri umani. Il giocatore vive l'avventura dal punto di vista dei nemici degli esseri umani e controlla un soldato orco veterano, accompagnato da un goblin, di nome Stige, incaricati di uccidere l'imperatore degli umani.